# Megachile oenotherae
Megachile oenotherae är en biart som först beskrevs av Mitchell 1924.  Megachile oenotherae ingår i släktet tapetserarbin, och familjen buksamlarbin. Inga underarter finns listade i Catalogue of Life.